# 円山公園駅
円山公園駅（まるやまこうえんえき）は、北海道札幌市中央区南1条西25丁目にある札幌市営地下鉄東西線の駅である。駅番号はT06、副駅名は「マルヤマクラス前」。

## 歴史
- 1976年（昭和51年）6月10日：琴似駅 - 白石駅間開業に伴い、設置
- 2009年（平成21年）
  - 1月27日：可動式ホーム柵が稼働開始[1]
  - 3月18日：「マルヤマクラス」開業に伴い、6番出口の供用開始
- 2024年（令和6年）
  - 6月1日：副駅名「マルヤマクラス前」を設定し、駅名標の上に看板が設置された。契約金は約184万円で、掲出から1年間表示される[2]。

### 駅名の由来
円山公園の近くにあることから。

## 駅構造
2駅西隣の二十四軒駅から環状通直下を南北方向に進んできた東西線は、当駅の西側でほぼ直角の急曲線により針路を東西方向に変え、以東はバスセンター前駅付近まで大通直下を走行するルートをとる。
地下1階に改札口が、地下2階に相対式2面2線のホームがある。改札口は両ホーム別に分かれているため、入場後に反対側のホームと行き来するためには線路の下をくぐるホーム間連絡通路を通る。
改札口と円山バスターミナルとの間は約200メートル離れており、地下通路で繋がっている。1～3番出入口がバスターミナルに、4・5番出入口が改札付近に、6番出入口はバスターミナルまでの通路の途中に設けられている。エレベーターは各改札とホーム間にそれぞれ設置されており、地上へのエレベーターはバスターミナル内と6番出入口にある。6番出入口は商業施設「マルヤマクラス」と地下で直結しており、同施設の開業に伴い2009年3月に供用開始されたものである。

### のりば
| ホーム | 路線   | 行先                 |
| ------ | ------ | -------------------- |
| 1      | 東西線 | 大通・新さっぽろ方面 |
| 2      | 東西線 | 琴似・宮の沢方面     |

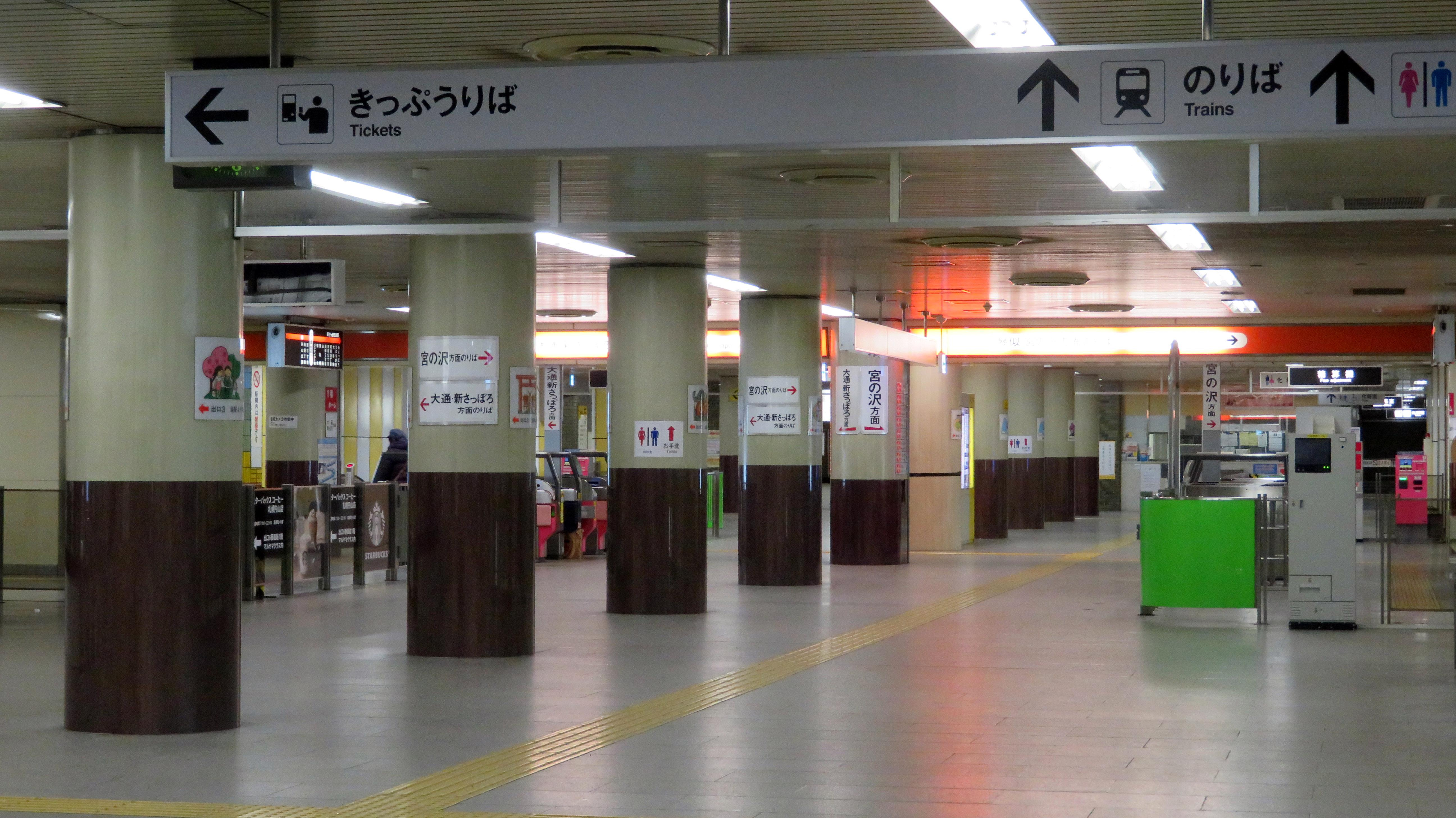
改札口
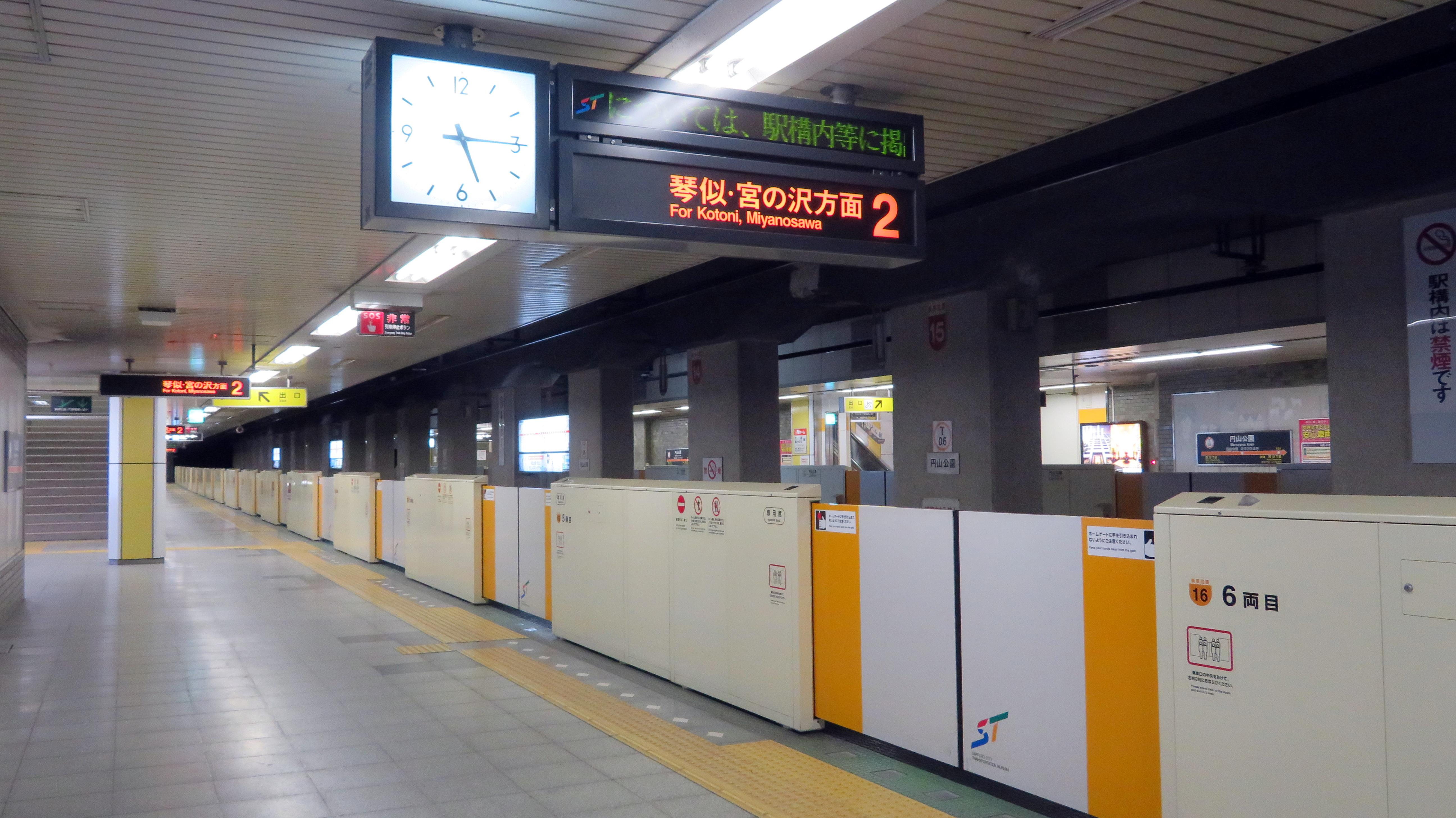
ホーム
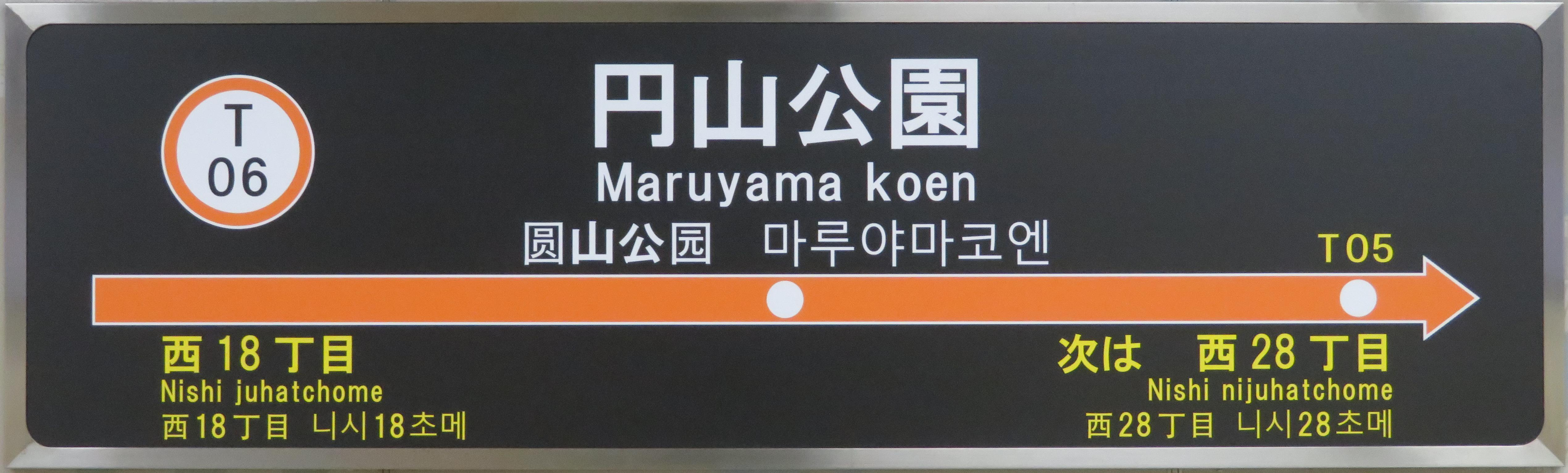
駅名標

## 利用状況
札幌市交通局によると、2020年度の一日平均乗車人員は10,435人であった。
近年の1日平均乗車人員の推移は以下のとおりである。
| 年度   | 1日平均 乗車人員 | 出典  |
| ------ | ---------------- | ----- |
| 2003年 | 11,062           | [ 4 ] |
| 2004年 | 11,113           | [ 4 ] |
| 2005年 | 11,000           | [ 4 ] |
| 2006年 | 11,124           | [ 4 ] |
| 2007年 | 10,931           | [ 4 ] |
| 2008年 | 11,254           | [ 4 ] |
| 2009年 | 12,267           | [ 4 ] |
| 2010年 | 12,297           | [ 4 ] |
| 2011年 | 12,406           | [ 5 ] |
| 2012年 | 12,935           | [ 5 ] |
| 2013年 | 13,553           | [ 5 ] |
| 2014年 | 14,055           | [ 5 ] |
| 2015年 | 14,601           | [ 5 ] |
| 2016年 | 15,019           | [ 6 ] |
| 2017年 | 15,197           | [ 6 ] |
| 2018年 | 15,529           | [ 7 ] |
| 2019年 | 15,252           | [ 7 ] |
| 2020年 | 10,435           | [ 8 ] |

## 駅周辺
いわゆる札幌市中心部として呼ばれるエリアの西端にあたり、「宮の森」や「宮ヶ丘」などの住宅地も近い。
駅周辺は住宅を中心に中高層の建物が多い市街地であり、大通に面するところではオフィスや商店も多い。近年では分譲マンションの建設が盛んであり、特に2005年に住友不動産が分譲した「シティタワー円山神宮鳥居前」（28階建・高さ約100m）は街の新たなランドマークとなった。
駅名の由来である円山公園は駅の西約300メートルにあるほか、北海道神宮や円山動物園、円山球場などの最寄駅である。
- 北海道神宮
  - 北海道神宮第一鳥居
- 円山公園
  - 札幌市円山動物園
  - 円山総合運動場
    - 札幌市円山球場
    - 札幌市円山競技場
- 大倉山ジャンプ競技場
  - 札幌ウィンタースポーツミュージアム
  - 大倉山展望台
- 宮の森ジャンプ競技場
- 札幌聖心女子学院中学校・高等学校
- 札幌市立円山小学校
- 札幌円山郵便局
- 北洋銀行円山公園支店
- 北海道銀行鳥居前支店
- マルヤマクラス（6番出入口直結）
- 東光ストア円山店
- 札幌フードセンター円山店
- フルーツケーキファクトリー円山店
- 在札幌米国総領事館
- 北1条宮の沢通
- 環状通

## バス路線

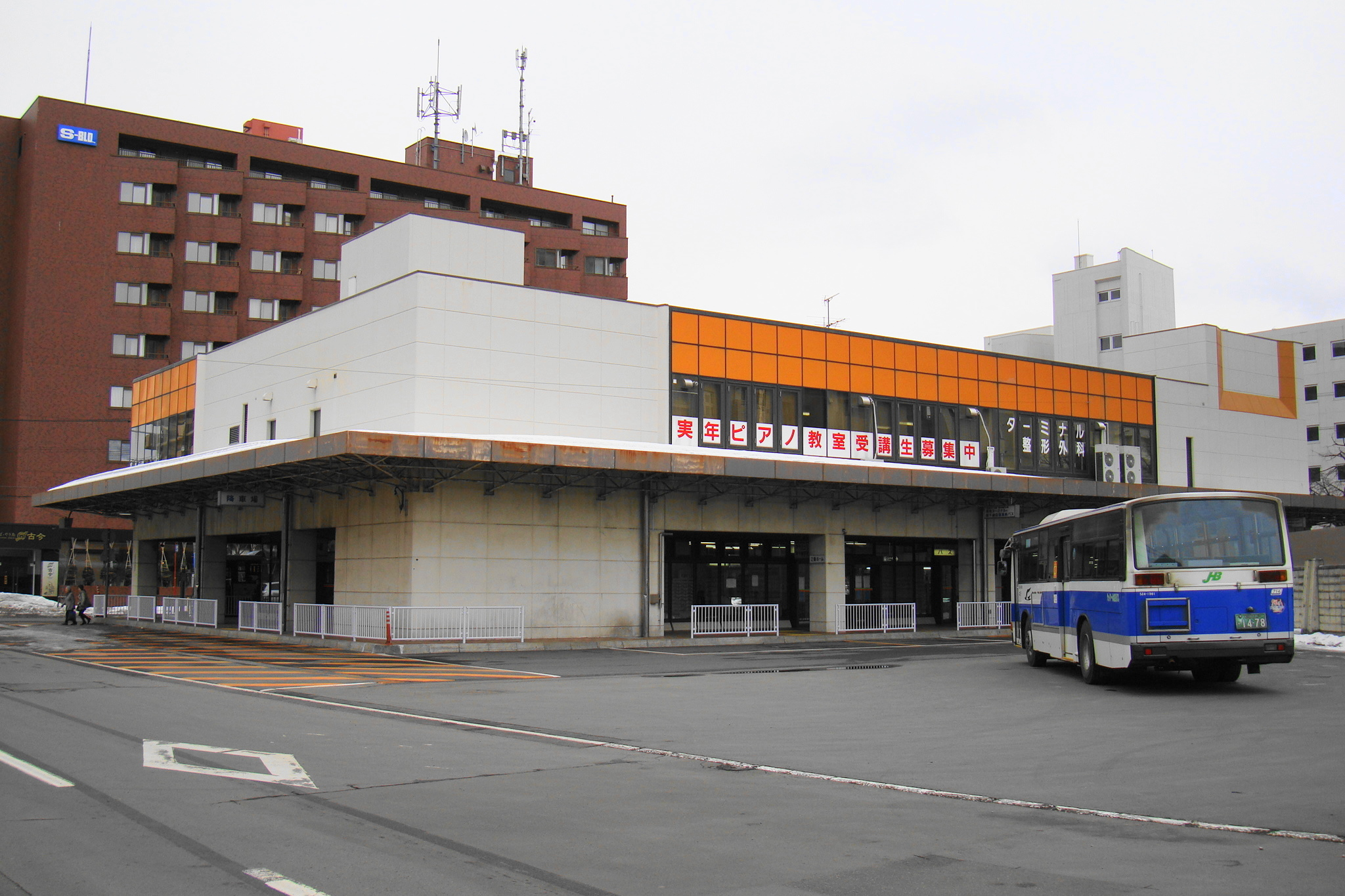
円山バスターミナル

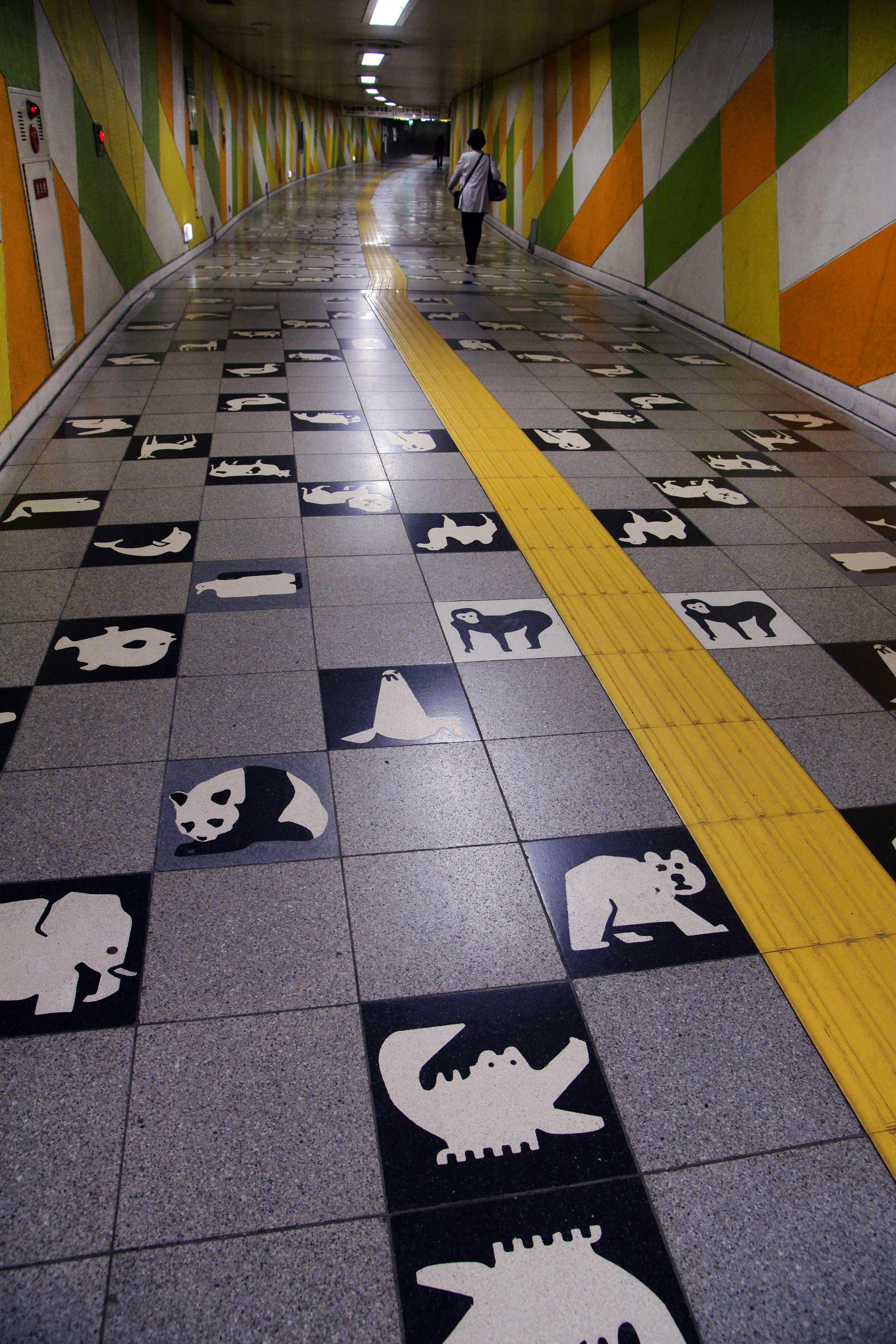
駅から円山バスターミナルへの地下通路

1976年（昭和51年）6月10日に供用開始、2番出入口直結の「円山バスターミナル」に発着。3番のりばは降車専用。2021年（令和3年）12月の平日1日あたり、スクールバス等の非公示便を除く発着便数は399便（感染症流行による一時運休便を含む）。
駅との地下通路に敷き詰められているタイルには、円山動物園をイメージしてさまざまな動物が描かれている。
2022年（令和4年）4月1日現在。新千歳空港連絡バスは北都交通、円山線盤渓行は札幌ばんけい、その他はジェイ・アール北海道バス（琴似営業所）。路線詳細は事業者・営業所記事を参照。
1番のりば
- 循環円10 ロープウェイ線：界川・伏見町高台・南19条西16丁目方面循環線
- 循環円11・循環円12 ロープウェイ線：南11条西22丁目・南13条西22丁目・南19条西16丁目方面循環線
- 円13・循環円13 旭山公園線：旭山公園前

2番のりば
- 円9 西25丁目線・桑8 桑園円山線：啓明ターミナル
- M 新千歳空港連絡バス：新千歳空港

4番のりば
- 円14・循環円14 荒井山線：宮の森シャンツェ
- 円15・循環円15・循環円16 動物園線：円山西町2丁目・円山西町神社前
- くらまる号 大倉山線：大倉山ジャンプ競技場
- 円山線：盤渓

5番のりば
- 桑8 桑園円山線：桑園駅
- 大倉山ジャンプ競技場シャトルバス（競技開催時のみ運行）

このほか、円山交番付近に「円山第一鳥居」停留所があり、札樽線のJR札幌駅方面、手稲区方面、小樽市方面（北海道中央バス札樽線を含む）の発着がある。

## その他
- 駅スタンプは円山公園駅のイニシャルMの中に円山公園とリス、フクロウが描かれている[3]。

## 隣の駅
札幌市営地下鉄
 東西線
西28丁目駅 (T05) - 円山公園駅 (T06) - 西18丁目駅 (T07)